# Suspect no 1 (émission de télévision)
Pour l’article homonyme, voir Suspect no 1.
Suspect no 1 est une émission de télévision française consacrée aux faits divers et affaires judiciaires, présentée par Jacques Legros, narrée par Jean-Charles Doria ou/et Lynnane Zyger et diffusée sur TMC à partir du 8 juin 2011. TMC annonce qu'elle produit une nouvelle saison de Suspect no 1 pour octobre 2011. L'émission est diffusée le soir, le mercredi, le vendredi ou le samedi, selon les périodes de l'année. Les résumés de certains épisodes sont consultables sur le site internet de l'émission. Sauf exception, chaque émission est constituée de deux reportages. Un reportage est constitué de reconstitutions, de témoignages et d'images d'archive. Certains reportages thématiques sont constitués d'une succession de plusieurs affaires en rapport avec le thème traité (exemples : le harcèlement, la violence conjugale, la mythomanie...). L'émission raconte des faits divers et affaires criminelles dont certains ont marqué l'actualité de l'époque (exemples : l'affaire du gang des barbares, l'affaire Michel Fourniret, l'affaire Jean-Pierre Treiber, l'affaire Francis Evrard, l'affaire Kulik, l'affaire Alfredo Stranieri...) et d'autres qui n'ont pas encore été résolus (exemples : l'affaire Estelle Mouzin, l'affaire Sophie Toscan du Plantier...). À quelques rares exceptions près, les reportages décrivent des évènements qui ont eu lieu en France, en Europe occidentale, au Québec, ou aux États-Unis. Les sujets sont généralement récents, mais certaines affaires remontent à plusieurs décennies, voir un siècle. Chaque épisode est rediffusé de nombreuses fois. La dernière diffusion a eu lieu le 11 janvier 2014. Plusieurs reportages ont été rediffusés dans l'émission Chroniques criminelles sur NT1.

## Liste des reportages par ordre alphabétique
- Haut – A
- B
- C
- D
- E
- F
- G
- H
- I
- J
- K
- L
- M
- N
- O
- P
- Q
- R
- S
- T
- U
- V
- W
- X
- Y
- Z
- 0-9

### A
- Adolescence volée : 26 octobre 2012
- Amours empoisonnés : 3 mars 2012
- Angélique : le combat d'une mère :  11 janvier 2013
- Attraction fatale : ?
- Au-dessus de tout soupçon : 5 janvier 2012
- Au nom du fils : 22 juin 2012
- Auberge mortelle : 21 septembre 2012

### B
- Beauté fatale : 14 septembre 2012

### C
- Caroline, une vie en éclats : 17 mars 2012
- Cauchemar meurtrier : pour l'amour d'une mère : 15 février 2013
- Christelle, 25 ans de combat[3] : 22 juin 2013
- Cindy, ange ou démon ? : 5 octobre 2012
- Crime en famille : 19 avril 2013

### D
- De lourds secrets : 18 février 2012
- Derrière le masque : 8 juin 2012
- Disparition d'Estelle : 15 juin 2011
- Disparition tragique : L'affaire Laëtitia : 29 octobre 2011
- Dix ans de mystère : 19 avril 2013

### E
- Épouse mortelle : 11 mai 2012

### F
- Folles à tuer : 11 mai 2012
- Fourniret : Le serial killer des Ardennes : 15 juin 2011

### G
- Giraud - Treiber : La vérité est-elle possible ? : 8 juin 2011

### H
- Harcelées : 22 juin 2012

### I
- Impostures sordides : 22 juin 2011

### J
- Jaycee Dugard : la belle et le bourreau : 5 novembre 2011
- Jeux pervers : 29 octobre 2011
- Jogging mortel : 4 janvier 2012

### L
- L'amour à mort : 8 mars 2013
- La belle diabolique : 22 octobre 2011
- La cougar et le légionnaire : 28 septembre, 19 octobre 2012
- La maison de l'horreur : 18 janvier 2013
- La tuerie d'Oslo : 12 novembre 2011
- La vengeance d'un père : 19 novembre 2011
- La vengeance d'une femme ? : 18 mai 2012
- Le boucher de la chirurgie esthétique : 26 août 2011
- Le boucher de Saint-Martin : 5 avril 2013
- Le cannibale de Rouen : 9 septembre 2011
- Le crime était-il presque parfait ? : 5 novembre 2011
- Le crime parfait des amants diaboliques : 15 juin 2012
- Le dépeceur de Mons : 3 mars 2012
- Le dindon de la farce : 5 avril 2013
- Le gang des barbares : 22 juin 2011
- Le gendre et la belle-mère : 25 février 2012
- Le pompier, l'amant et la secrétaire : 15 juin 2012
- Le prix d'une vie : 15 juin 2013
- Le taxi de la mort : 12 novembre 2011
- Le tribunal de Draguignan : 15 juin 2011
- Les amants diaboliques ? : 15 octobre 2011
- Les liens du sang : 26 octobre 2012
- Les secrets de la tuerie de Chevaline[4] : 8 février 2013
- Liaison fatale : 18 mai 2012
- Lune de miel mortelle : 25 janvier 2012
- Lydia, une vie en enfer : 5 octobre 2012

### M
- Manuela, la veuve noire : 18 janvier 2013
- Massacre à domicile : 22 octobre 2011
- Ménage à trois : amour, rêve et poison : 1er février 2013
- Meurtre à l'irlandaise : 5 janvier 2012
- Meurtre à la Saint-Sylvestre : 25 mai 2012
- Meurtre à la Saint-Valentin : 22 octobre 2011
- Meurtre sur internet (en) : 15 octobre 2012
- Minuit sanglant : 22 juin, 9 septembre 2011
- Mon conjoint a voulu m'assassiner : 15 septembre 2011
- Mon meilleur ami : 25 mai 2012

### O
- On a tué mon enfant : 28 septembre 2012

### P
- Parcours sanglant : 25 février 2012
- Parking mortel : 14 septembre 2012
- Passion sanglante : 26 août 2011
- Polygamie : les liaisons dangereuses : 15 juin 2013
- Prêt à tout pour ma fille : 29 mars 2013
- Prise d'otage sanglante : le drame de Marignane : 15 septembre 2011

### Q
- Qui voulait la mort de la pharmacienne ? : 15 juin 2011[5]

### R
- Raymond Devos : La guerre en héritage : 8 juin 2011
- «Récidive». Enlèvement d'Enis : 22 octobre 2011

### S
- Sérial killer à Montréal : 29 mars 2013
- Serial séducteur : 8 juin 2011
- Série noire dans la Somme : 25 janvier 2012
- Suicide masqué : 21 septembre 2012

### T
- Tuerie de Nantes : Le mystère de Ligonnes : 18 janvier 2012
- Tueuses barbares : 17 mars 2012

### U
- Un coupable de trop ? : 18 février 2012
- Un crime à la Columbo[6] : 8 juin 2012
- Un étrange enlèvement : 1er février 2012
- Un héritage très convoité : 8 juin 2011
- Un si long mystère : 1er février 2012
- Une mère aux deux visages : 4 janvier 2012

### 0-9
- 173 coups de couteau : 22 juin 2013

## Programmation
La programmation de l'émission est reconstituée à partir des informations trouvées sur le site internet de Playtv, de Télé Loisirs et de Télérama.
Seule la date de la première diffusion est indiquée, dans la première colonne du tableau. Des informations sont mentionnées dans la colonne « Détails et informations supplémentaires », sauf si l'article correspondant existe.
| Date              | Titres de l'épisode                              | Détails et informations supplémentaires |
| ----------------- | ------------------------------------------------ | --- |
| 8 juin 2011       | Serial séducteur                                 | Maroc décembre 2009 Julie Derouette est sauvagement agressée. Elle allait épouser Jamel Leulmi. Kathlyn Vasseur, l'ex-compagne de ce dernier, est morte d'un accident de voiture. Elle avait elle aussi contracté des assurances vie au bénéfice de celui-ci. |
| 8 juin 2011       | Un héritage très convoité                        | Grand-Champ (Morbihan), 9 avril 2009, Anne-Marie Le Couviour, seconde épouse d'Eugène, est étouffée lors d'une simulation de cambriolage par Wenceslas Lecerf et Guénolé Madé, commanditée par Josiane, la belle-fille de celle-ci, par l'intermédiaire de Loïc Dugué le jardinier. |
| 8 juin 2011       | Giraud - Treiber : La vérité est-elle possible ? | |
| 8 juin 2011       | Raymond Devos : La Guerre en héritage            | |
| 15 juin 2011      | Qui voulait la mort de la pharmacienne ?         | 11 mars 2008, Castelnau-le-Lez (Hérault). Bernadette Bissonnet, riche pharmacienne retraitée, est abattue par son jardinier Méziane Belkacem, engagé pour cela par son époux Jean-Michel. |
| 15 juin 2011      | Le Tribunal de Draguignan                        | Bagarres, cambriolages, conduites en état d'ivresse, racket, vols en tout genre. |
| 15 juin 2011      | Disparition d'Estelle : le combat d'une famille  | |
| 15 juin 2011      | Fourniret : Le Serial killer des Ardennes        | |
| 22 juin 2011      | Impostures sordides                              | Affaire Jean-Claude Romand |
| 22 juin 2011      | Impostures sordides                              | RER D, 9 juillet 2004. Marie Léonie Leblanc, 23 ans, déclare avoir été sauvagement agressée avec sa fillette de 13 mois par 6 jeunes d'origine étrangère. |
| 22 juin 2011      | Impostures sordides                              | Affaire Misha Defonseca |
| 22 juin 2011      | Minuit sanglant                                  | Ochancourt (Somme), 9 décembre 2007. Bruno Mouillard abat avec son fusil de chasse sa compagne Isabelle Ferreira, 42 ans, et Sandrine Létal, 32 ans, nièce de celle-ci. |
| 22 juin 2011      | Le Gang des barbares                             | |
| 26 août 2011      | Passion sanglante                                | Limoges, 19 mai 2008. Kathy Kozlowski, 35 ans, serveuse au bar place de la République, est battue poignardée par compagnon Gilles Bellion. Portiragnes (Hérault), 24 novembre 2006. Martine est poignardée cœur par époux Serge Duchemin, ex-policier, puis tente se suicider. |
| 26 août 2011      | Le Boucher de la chirurgie esthétique            | |
| 2 septembre 2011  | Meurtre au féminin                               | Affaire Liliane Paolone : Saint-Louis, 12 mai 2005. Dans un parking souterrain, Christophe Millet, 34 ans, est tué de 18 coups couteau. Affaire Martine Méhault : 28 juillet 2007. Son compagnon Michel Tabanoux tente de la tuer en lui tirant dessus. |
| 2 septembre 2011  | Héritage mortel                                  | |
| 9 septembre 2011  | Le Cannibale de Rouen                            | |
| 15 septembre 2011 | Mon conjoint a voulu m'assassiner                | Meschers-sur-Gironde, 15 avril 2008. Michèle Vollet est écrasée, rouée de coups, puis égorgée avec un cutter, par Thierry Noirot et Evelyne Courtioux, infirmiers. Le crime a été commandité par son ex-mari, Jean-Claude Gardrat, dirigeant de deux centres de contrôle technique. Petit-Quevilly, 31 janvier 2004. Laëtitia Chigot, conseillère clientèle, est frappée et défenestrée par son compagnon Ludovic Dorin, chauffeur routier. |
| 15 septembre 2011 | Prise d'otage sanglante : le drame de Marignane  | |
| 15 octobre 2011   | Les Amants diaboliques ?                         | Salon-de-Provence, octobre 2005. Mélissa, 8 ans, et Jason, 7 ans, sont empoisonnés par leur mère Marie-Hélène Martinez et son nouvel époux Jean-Paul Steijns. |
| 15 octobre 2011   | Meurtre sur internet (en)                        | Philip Markoff 24 ans, fiancé, fils de dentiste, étudiant en médecine à Boston, agresse sous la menace d'une arme et vole Trisha Leffler, 29 ans. |
| 22 octobre 2011   | Meurtre à la Saint-Valentin                      | Lambersart (Nord), 17 février 2008. Clélia Médina, lycéenne, 18 ans, est battue étranglée et jetée dans la Deûle par son compagnon Julien Sailly. |
| 22 octobre 2011   | La Belle Diabolique                              | |
| 22 octobre 2011   | Massacre à domicile                              | |
| 22 octobre 2011   | «Récidive». Enlèvement d'Enis                    | |
| 29 octobre 2011   | Disparition tragique : L'affaire Laëtitia        | |
| 29 octobre 2011   | Jeux pervers                                     | |
| 5 novembre 2011   | Le crime était-il presque parfait ?              | Rond-point de Fos-sur-Mer, 10 juin 2003. Disparition de Nadine Chabert, employée dans une société de réinsertion à Istres, 34 ans, qui avait été déposée par son mari Patrick, conducteur de travaux ; ils étaient en instance de divorce. |
| 5 novembre 2011   | Jaycee Dugard : la Belle et le Bourreau          | |
| 12 novembre 2011  | Le Taxi de la mort                               | Marseille, 13 février 1996. Anne-Marie Allaix est exécutée de plusieurs balles dans la tête par son mari Antoine Cionini, chauffeur taxi, après avoir demandé le divorce. Il s'ensuit une longue cavale de Cionini. |
| 12 novembre 2011  | La Tuerie d'Oslo                                 | |
| 19 novembre 2011  | La Vengeance d'un père                           | |
| 4 janvier 2012    | Jogging mortel                                   | |
| 4 janvier 2012    | Une mère aux deux visages                        | |
| 5 janvier 2012    | Meurtre à l'irlandaise                           | |
| 5 janvier 2012    | Au-dessus de tout soupçon                        | |
| 18 janvier 2012   | Tuerie de Nantes : Le Mystère de Ligonnes        | |
| 18 janvier 2012   | Un héritage très convoité                        | Rediffusion du 2e reportage du 8 juin 2011 |
| 25 janvier 2012   | Lune de miel mortelle                            | Bruxelles. L'assassinat de Marc Von Beers, homme d'affaires de 36 ans, est maquillé en accident de voiture sur une de route Haute Corse par sa nouvelle épouse Aurore Martin et son amant Peter Uwe Schmitt. |
| 25 janvier 2012   | Série noire dans la Somme                        | Affaire Kulik et affaire Leconte |
| 1er février 2012  | Un si long mystère                               | Avallon (Bourgogne), mai 1989. Sylvie Baton, étudiante de 24 ans, est violée puis tuée dans sa baignoire par Ulrich Muenstermann, tueur en série allemand. |
| 1er février 2012  | Un étrange enlèvement                            | Freddy Liot, carreleur de 25 ans de la Manche, est tué par Karim Benderradji, 31 ans, maçon. |
| 18 février 2012   | Un coupable de trop ?                            | Saint-Sulpice-de-Royan, 27 avril 2007. Viol, meurtre, et incinération de Jennifer Charron, 21 ans, serveuse, par Jose Nuno Mendes Abrantes. |
| 18 février 2012   | De lourds secrets                                | Affaire Judy Buenoano, affaire Genene Jones et affaire Eugene Falleni. |
| 25 février 2012   | Le Gendre et la Belle-Mère                       | Vaux-sur-Morges en Suisse, 9 janvier 2010. Laurent Ségalat, généticien au CNRS, retrouve sa belle-mère, Catherine Ségalat-Perret, 67 ans, morte dans un escalier. |
| 25 février 2012   | Parcours sanglant                                | |
| 3 mars 2012       | Le Dépeceur de Mons                              | |
| 3 mars 2012       | Amours empoisonnés                               | |
| 17 mars 2012      | Caroline, une vie en éclats                      | Clairac, 31 juillet 1991. Caroline Nolibé, 18 ans, est assassinée par Philippe Guendouze. |
| 17 mars 2012      | Tueuses barbares                                 | |
| 11 mai 2012       | Épouse mortelle                                  | Villalar de los Comuneros, 12 juillet 2003. Assassinat de Simon Jochimec, 75 ans, par sa jeune épouse « Maud » (Dominique Louis), call-girl, ancienne policière, avec la complicité de son amant Jean-Claude Vaze |
| 11 mai 2012       | Folles à tuer                                    | L'affaire Sylvia Seegrist (en), l'affaire Bobbie Sue Dudley et l'affaire Christina Marie Riggs (en). |
| 18 mai 2012       | La Vengeance d'une femme ?                       | |
| 18 mai 2012       | Liaison fatale                                   | 10 avril 2001. Assassinat de Claude Bichet, patron d'une société de déménagement à Beausoleil, commandité par sa maîtresse Béatrice Édouin, qu'il voulait quitter. |
| 25 mai 2012       | Meurtre à la Saint-Sylvestre                     | 31 décembre 2000, les Mureaux. Jeanette O'Keefe, 28 ans, étudiante australienne, est retrouvée morte sur un parking, assassinée par Adriano Araujo Da Silva. |
| 25 mai 2012       | Mon meilleur ami                                 | Amiens, mars 1996. Alors que Pierre Jourdain a disparu, Guy Hard s'installe dans sa maison et utilise sa voiture. |
| 8 juin 2012       | Un crime à la Columbo                            | Sarcelles (Val d'Oise), 14 juillet 1995. Le corps de Jean-Bernard Wiktorska, imprimeur de 42 ans est découvert chez lui. Sa carotide a été écrasée par des haltères de 50 kg. Il a en fait été assassiné par Jean-Stéphane Saizelet, 40 ans, et Nadège Gallet, qui se sont inspirés d'un épisode de la série Columbo. |
| 8 juin 2012       | Derrière le masque                               | L'affaire Golay-Rutterschmith (en), l'affaire Betty Lou Beets (en), et l'affaire Kimberly Hricko. |
| 15 juin 2012      | Le Pompier, l'Amant et la Secrétaire             | |
| 15 juin 2012      | Le Crime parfait des amants diaboliques          | Cap Canaille. Assassinat de Dominique Ortiz par Jean-Claude Douliéry et de Jean-Pierre Faure en 2004 avec la complicité de Béatrice Frustieri. |
| 22 juin 2012      | Au nom du fils                                   | Arros de Nay (Pyrénées atlantiques), 23 septembre 1998. Thierry Bielle-Bidalot dit « Titi », 34 ans, qui revend des voitures et pièces détachées au Sénégal et en Mauritanie, est tué par ex-beau-père Pierre Soum. |
| 22 juin 2012      | Harcelées                                        | Émission présentant différentes affaires sur le thème général du harcèlement au travail. |
| 14 septembre 2012 | Beauté fatale                                    | Vergèze, mai 2005. Élodie Morel, marseillaise 29 ans, est tuée par Guillaume Mingaud après avoir été attirée par une fausse annonce sur internet proposant un travail de mannequin pour Rolls Royce, avec la de complicité Richard et Francine Lignier. |
| 14 septembre 2012 | Parking mortel                                   | Montréal, 1er septembre 1995. Reine Lauzière-Pagé, enseignante de 46 ans, mariée, est retrouvée menottée et poignardée dans sa fourgonnette. |
| 21 septembre 2012 | Auberge mortelle                                 | |
| 21 septembre 2012 | Suicide masqué                                   | Montréal, 20 novembre 1982. Tanya Bushman est tuée par son compagnon, Michel Bérubé, qui tente camoufler en suicide. |
| 28 septembre 2012 | La Cougar et le Légionnaire                      | Épagny, près d'Annecy, 5 avril 1997. Dans son chalet, Alfred Cavanna dit « Freddy », 60 ans, patron de la boite de nuit « Chez Amédée », est exécuté par balles de carabine par Arnaud Thévenin. Le meurtre a été commandité par sa veuve, Monique « La Mite », et son amant Jozef « Yoko » Michalek. |
| 28 septembre 2012 | On a tué mon enfant                              | 27 août 2006. Kildine Heurtel est assassinée par l'ex-compagnon de sa mère, Aimée Menu. Jaloux, dépressif et alcoolique, il se suicide juste après. |
| 5 octobre 2012    | Cindy, ange ou démon ?                           | À quelques kilomètres de Metz, 27 mai 2009. Serge Martz, ancien veilleur de nuit, 44 ans est tué par Jérémie Zimmer, amant de Cindy Senocq, 25 ans. |
| 5 octobre 2012    | Lydia, une vie en enfer                          | |
| 26 octobre 2012   | Adolescence volée                                | Forêt de Beauvoir-en-Lyons (Seine-Maritime), 27 mars 2012. Alexandre Castaldo, 17 ans, est exécuté par balles puis brûlé par 4 de ses amis. |
| 26 octobre 2012   | Les Liens du sang                                | Québec. John Delivaois, 33 ans, fait un don de moelle osseuse à son frère atteint d'une leucémie. |
| 11 janvier 2013   | Angélique : le Combat d'une mère                 | Forêt de Compiègne, 12 octobre 1996. Le corps d'Angélique Dumetz, 19 ans, est retrouvé dans un fossé. L'étudiante a été violée puis tuée À coups de couteau par José Mendes Furtado, maçon. |
| 11 janvier 2013   | Jogging mortel                                   | Rediffusion du 1er reportage du 4 janvier 2012 |
| 18 janvier 2013   | La Maison de l'horreur                           | La Frénaye, 5 avril 1996. Assassinat de Marylène Rousset, 17 ans, belle-sœur de Jean-Yves Morel, technicien de laboratoire ; 26 juin 1997, assassinat d'Elisabeth Griffin, étudiante en chimie, par un employé de l'employé où elle était en stage. |
| 18 janvier 2013   | Manuela, la Veuve noire                          | Près de Grenoble, octobre 2008. Affaire Manuela Gonzalez. |
| 1er février 2013  | Ménage à trois : amour, rêve et poison           | |
| 1er février 2013  | Affaire Leprince : massacre à domicile           | Rediffusion du 1er reportage du 22 octobre 2011 |
| 8 février 2013    | Les Secrets de la tuerie de Chevaline            | |
| 8 février 2013    | Tuerie de Nantes : le Mystère de Ligonnès        | Rediffusion du 1er reportage du 18 janvier 2012 |
| 15 février 2013   | Cauchemar meurtrier : pour l'amour d'une mère    | Avèze (Gard), août 1998. Christian Carrié poignarde son ex-femme Djamila Iftene 22 ans devant sa fille et la dépèce. |
| 15 février 2013   | Un héritage très convoité                        | Rediffusion du 2e reportage du 8 juin 2011 |
| 8 mars 2013       | L'Amour à mort                                   | Autoroute A75, près de Pézenas (Hérault), 5 juillet 2009. Marie-Paule Prévosto, gardienne de la paix, est droguée puis assassinée, carbonisée, dans une voiture par Jacques, brigadier-chef au commissariat de Montpellier. |
| 8 mars 2013       | Mon conjoint a voulu m'assassiner                | Rediffusion du 1er reportage du 15 octobre 2011 |
| 29 mars 2013      | Prêt à tout pour ma fille                        | 1er avril 1989. Michèle Moriamé a été assassinée par son ex-compagnon, Henri Pacchioni, plongeur professionnel, avec qui elle a eu une fille, Émilie, handicapée mentale. |
| 29 mars 2013      | Sérial killer à Montréal                         | Montréal, 28 février 1999. André Bouchard, 63 ans, est étranglé et poignardé. 4 août 1999, Serge Lachance, 42 ans, est poignardé par Daniel Poirier. |
| 5 avril 2013      | Le boucher de Saint-Martin                       | Paris, 20 février 2005. Meurtre et dépeçage de Christelle Leroy, 26 ans, et de son fils Lucas, 5 ans, par son employeur et amant Bérenger Brouns. |
| 5 avril 2013      | Le Dindon de la farce                            | Montréal, rue Duff Court, 1er octobre 1983. Normand Lacombe, 28 ans, est abattu par un tueur à gages engagé par son épouse Jocelyne Levasseur et son amant Roger L'Oiseau. |
| 19 avril 2013     | Crime en famille                                 | Madagascar, 15 décembre 2006. Raphaël Lomoro, travaillant dans une affaire d'import-export, a disparu. |
| 19 avril 2013     | Dix ans de mystère                               | Québec, Saint-René-de-Matane, 18 juin 1999. Michel Dugas est carbonisé par sa compagne Marie-Jeanne Gendron. |
| 15 juin 2013      | Polygamie : les liaisons dangereuses             | 10 novembre 2008. Jean-Luc Lemaire, 31 ans, employé à l'hippodrome de Compiègne, est assassiné sur ordre de son épouse Isabelle par deux de ses amants Frédéric Ricaux et Alain Lanternier à la sablière de Bitry. |
| 15 juin 2013      | Le Prix d'une vie                                | Montréal, boulevard de Maisonneuve, 4 juillet 2003. Raynald Jacquemot, 30 ans, commerçant, est assassiné par son associé Jacques Desroches. |
| 22 juin 2013      | Christelle, 25 ans de combat                     | |
| 22 juin 2013      | 173 coups de couteau                             | Saint-Roch-de-l'Achigan, Québec, 24 août 1987. Le corps de Sophie Landry, délinquante de 16 ans, est retrouvée pratiquement nue. Elle a été violée et poignardée par Guy Croteau. En 2000, à Saint-Jean-sur-Richelieu, Croteau viole une petite fille de 10 ans. |
| date ?            | Caroline, une vie en éclats                      | Rediffusion du 1er reportage du 17 mars 2012 |
| date ?            | Attraction fatale                                | L'affaire Martha Wise, l'affaire Diane Downs, et l'affaire Parashumti-Stasinowsky (en) |